# Ifni
1958–1969
Entités précédentes :
- Afrique occidentale espagnole

Entités suivantes :
- Maroc

La province d'Ifni était une ancienne province d'Espagne colonisée en 1934 et située dans le sud-ouest du Maroc, sur la côte atlantique. Le territoire, dont la capitale était Sidi Ifni, a été décolonisé en 1969 pour être intégré à la région marocaine de Souss-Massa-Drâa. Sa superficie était de 1 502 km2 et sa population de 51 517 habitants.

## Histoire

Carte de la province durant la Guerre d'Ifni.

- L'an 789 voit le rattachement de la région d'Ifni au royaume idrisside.

- 1476 : Le royaume de Castille (futur royaume d'Espagne) établit un comptoir nommé Santa Cruz de la Mar Pequeña (« Sainte Croix de la petite mer »), avec une tour fortifiée et une factorerie, à un endroit non certifié de la côte atlantique proche des îles Canaries, probablement à Khenifiss, près de Tarfaya[1].

- 1524 : « Santa Cruz de la Mar Pequeña » est reprise par la dynastie marocaine des Saadiens.

- 1860 : Le traité de Wad-Ras renouvelle le « droit » de l'Espagne à établir une colonie sur la côte atlantique, comme celle possédée auparavant (« Santa Cruz de la Mar Pequeña »), avec la pêche comme but ; toutefois les Espagnols ne concrétisent pas l'occupation.

- 1934 : L'Espagne prend la décision d'occuper effectivement tous ses territoires de l'Afrique nord-occidentale (Sahara, Santa Cruz). Ignorant l'emplacement de Santa Cruz on choisit Sidi Ifni et le port est construit ; la domination espagnole devient officielle. Dans les années 1950, le style architectural espagnol est prédominant à Sidi Ifni et les colons espagnols constituent 60 % du total des habitants.

- 1958 : L'enclave est assiégée par les habitants issus de la tribu des Ait Baâmrane soutenus par l'Armée de libération marocaine dans une opération connue sous le nom de Guerre d'Ifni ; la présence espagnole est réduite à la seule ville de Sidi Ifni après l'évacuation forcée de tous les postes espagnols de l'enclave. Pendant cette même année, Ifni est déclarée province espagnole d'outre-mer, avec Sidi Ifni comme capitale.

- Le 30 juin 1969, à la suite de l'introduction du territoire dans la liste des territoires non autonomes selon l'ONU, l'Espagne accepte de le restituer au Maroc.

## Traces du passé espagnol
À Sidi Ifni, les traces du passé espagnol sont encore visibles. Les plus remarquables sont la Plaza de España (l'actuelle place Hassan II), le Consulat espagnol (actuellement fermé), le cinéma Avenida (fermé), l'église de Santa Cruz (transformée en Palais de Justice), le phare, le palais royal (ancien gouvernement général).

### Histoire
- Conquête musulmane du Maghreb (647-711)
- Ma El Aïnin (1831-1910), Seguia el-Hamra
- Afrique occidentale espagnole (1946-1958)
  - Anexo:Gobernadores del Sáhara español (es) (1884-1976)
  - Alta Comisaría de España en Marruecos (es) (1913-1956)
  - List of colonial governors of Ifni (en) (1958-1969)
  - Guerre d'Ifni (1957-1958)
- Guerre du Sahara occidental (1975-1991)
- Camps de réfugiés sahraouis